# Oldsmobile 60, 66 e 68
La 60, la 66 e la 68 sono stati tre modelli di autovettura prodotti dalla Oldsmobile.
La 60 fu fabbricata dal 1939 al 1941 e dal 1946 al 1948. Nel primo anno di produzione era conosciuta come F-Serie 60, mentre nei due successivi e nel biennio 1946-1947 era denominata Special 60. Nel 1948, ultimo anno di produzione, fu venduta con il nome Dynamic 60.

La 66 e la 68 furono invece prodotte solo nel 1942, e si differenziavano dal tipo di motore usato.

## Il contesto
I tre modelli erano posizionati alla base della gamma offerta dall'Oldsmobile e condividevano molti componenti con vetture della Chevrolet e della Pontiac, che erano anch'essi marchi del gruppo General Motors.
La gamma di carrozzerie offerte comprendeva berline a due e quattro porte, coupé a due porte, cabriolet a due porte e familiari a quattro porte e nove posti. Erano quasi tutte disponibili in due versioni, "Standard" e "De Luxe", che si differenziavano per il diverso livello di allestimento. Erano invece disponibili in un'unica versione le cabriolet e le familiari.

## Caratteristiche tecniche
Il motore utilizzato per la 60 prodotta il primo anno (la “F-Serie 60”) era un sei cilindri in linea da 3523 cm³ di cilindrata che erogava 90 CV di potenza. 
L'anno successivo (1940), sulla “Special 60”, fu installato il propulsore della 70, che aveva la stessa configurazione dei cilindri del precedente, ma possedeva una cilindrata di 3769 cm³ e sviluppava 95 CV. Nel 1941 invece furono disponibili due motori, un sei cilindri in linea da 3900 cm³ e 100 CV, ed un otto cilindri in linea da 4211 cm³ e 110 CV.
Nel 1942 la “Special 60” non fu più prodotta, e vennero lanciate sul mercato la 66 e la 68, che si differenziavano dal tipo di propulsore installato. I motori utilizzati erano i due già adoperati nel 1941 per la “Special 60”: la 66 ereditò quello da 3900 cm³ mentre la 68 ebbe installato quello da 4211 cm³. 
Nel 1946, dopo che la seconda guerra mondiale terminò e la normale produzione industriale di autovetture riprese, la “Special 60” fu rilanciata sul mercato con il solo motore da sei cilindri in linea. Nel 1947 fu aggiunto, su richiesta, quello da otto cilindri in linea. Nel 1948 il modello cambiò nome in “Dynamic 60”, ma fu oggetto di modifiche, anche tecniche, marginali.
Tutti modelli in questione erano commercializzati con un cambio manuale a tre rapporti oppure con la trasmissione automatica Hydramatic a quattro velocità. Entrambe le opzioni potevano essere accoppiate con i vari tipi di motore. Nel 1939, al posto del cambio Hydramatic era disponibile la Safety Automatic Transmission, che era semiautomatica; per questa trasmissione veniva utilizzata una frizione per far muovere l'auto e per cambiare marcia in modo automatico. Il cambio Hydramatic, completamente automatico e dunque senza frizione, fu introdotto nel 1940.

## La produzione in Australia
La serie 60 della Oldsmobile fu prodotta anche in Australia dal 1946 al 1948 dalla Holden, del gruppo General Motors, dove fu commercializzata con il nome Oldsmobile Ace. I corpi vettura del modello erano fabbricati localmente. Queste vetture erano completamente differenti dalle omologhe statunitensi, in particolar modo nella parte posteriore. Furono le ultime auto della General Motors ad avere le portiere incernierate posteriormente.

## La produzione in Sud Africa
I modelli furono esportati in Sudafrica in forma di complete knock down per consentire l'assemblaggio locale.